# La Serre-Bussière-Vieille
La Serre-Bussière-Vieille è un comune francese di 128 abitanti situato nel dipartimento della Creuse nella regione della Nuova Aquitania.

## Società

### Evoluzione demografica
Abitanti censiti